# Timothy O’Driscoll
Timothy O’Driscoll (* 28. März 1980) ist ein ehemaliger irischer Eishockeyspieler.

## Karriere
Timothy O’Driscoll begann seine Karriere bei den Dublin Rams aus der Irish Ice Hockey League. Die Spielzeit 2009/10 verbrachte er in den Vereinigten Staaten beim Rhode Island Storm, einer unterklassigen Mannschaft. Nach einem Jahr dort beendete er 2010 seine Vereinskarriere.

### International
O’Driscoll nahm mit der irischen Nationalmannschaft an den Weltmeisterschaften der Division II 2008 und 2011 sowie der Division III 2009, 2010, 2012 und 2013 teil.

## Erfolge und Auszeichnungen
- 2010 Aufstieg in die Division II bei der Weltmeisterschaft der Division III, Gruppe A